# 小沟海笋
小沟海笋（学名：Zirfaea minor），是海螂目鸥蛤科沟海笋属的一种。主要分布于南海、中国大陆，常栖息在潮间带间较软的石灰石中。
现为Penitella gabbii (Tryon, 1863)的异名。